# Ludwig Forum für Internationale Kunst
Le Ludwig Forum for International Art est un musée d'art moderne à Aix-la-Chapelle. Elle est basée sur la collection Ludwig Collection, qui a été réunie par le couple de collectionneurs d'Aix-la-Chapelle, Irene et Peter Ludwig, et est soutenue par la Fondation Peter et Irene Ludwig.

## Histoire
Depuis 1968, Wolfgang Becker, directeur fondateur, travaille en étroite collaboration avec les Ludwigs, deux collectionneurs, et en 1970, le musée municipal Neue Galerie - Sammlung Ludwig a été fondé à Aix-la-Chapelle à partir d'idées communes. Il fut l'un des premiers musées d'art contemporain en Allemagne et se trouvait à l'origine dans l'Alte Kurhaus d'Aix-la-Chapelle. Le 9 février 1971, le gynécologue Hugo Jung et cinq autres professeurs de la RWTH Aix-la-Chapelle ont motivé l'hostilité conservatrice à fonder la Verein der Freunde der Neuen Galerie. En 1991, le musée s'installe dans les locaux d'Emil Brauer, une fabrique de parapluies construite en 1928 dans un style international et fermée en 1988, et s'appelle désormais Ludwig Forum for International Art. L'Association des Amis du Forum Ludwig est née de l'Association des Amis du Forum Ludwig.
Depuis son déménagement, le musée se consacre à l'art contemporain. En 2011, le nombre de visiteurs est passé à environ 55 000 par an.

## Collection d'art
La collection du Ludwig Forum comprend plus de trois mille œuvres, provenant principalement de la collection des collectionneurs Peter et Irene Ludwig, de tous les genres d'art et de nombreux pays. La Ludwig Collection est particulièrement connue pour ses collections de Pop art et son accent sur l'art américain depuis les années 1960. En 1977, le couple de collectionneurs a exposé pour la première fois le Pop Art à Berlin-Est. Cela a donné lieu à un échange animé d'idées et d'idées avec des artistes de l'Allemagne de l'Est. Dans les années 1980 et 1990, les Ludwigs se rendirent en Russie et commencèrent bientôt à collectionner l'art soviétique et chinois de cette époque. Aujourd'hui, nombre de ces postes et artistes sont mondialement connus, comme Ilya Kabakov, Erik Boulatov, Huang Yong Ping et Ai Weiwei. En outre, une importante collection d'art vidéo a été constituée dans la maison, qui compte aujourd'hui quelque deux cents œuvres d'art dans la ville.
Certaines des œuvres que le Ludwig Forum abrite ne manquent dans aucune encyclopédie de l'histoire de l'art moderne et appartiennent ainsi à une sorte de mémoire mondiale de l'art du XXe siècle. Il s'agit par exemple de la peinture photoréaliste Médicis de Franz Gertsch ou du groupe de sculptures Bowery Bums de Duane Hanson, qui montre trois mendiants du Bowery à Manhattan. Les deux œuvres ont été exposées à la désormais légendaire documenta 5 de Harald Szeemann à Cassel en 1972. Hanson a également produit Mona-Lisa d'Aix-la-Chapelle, la sculpture hyperréaliste d'une femme avec un caddie, affectueusement connue sous le nom de dame du supermarché. Le clown ballerine de Jonathan Borofsky, installé dans la cour du Ludwig Forum, s'intéresse également à l'histoire et aux continents. Il a un jumeau à Los Angeles, installé sur le toit de la Bibliothèque Publique de Santa Monica, sur l'Océan Pacifique. Créé à l'origine pour le salon Metropolis, considéré aujourd'hui comme la référence par les experts, le clown a été présenté au début de l'année 1991 au Gropius Bau de Berlin et a permis d'acquérir l'œuvre pour Aix-la-Chapelle à l'occasion de la réouverture du Ludwig Forum en été de la même année.
Les archives vidéo du Ludwig Forum comprennent une collection d'environ deux cents œuvres vidéo réalisées par des vidéastes tels que Klaus vom Bruch, Peter Campus, Douglas Davis, Joan Jonas, Bruce Nauman, Nam June Paik, Ulrike Rosenbach, Wolf Vostell et William Wegman.
En plus des expositions individuelles et collectives d'artistes de renommée internationale, le Ludwig Forum 2010 a présenté pour la première fois l'architecture contemporaine sous le titre West Arch - A new Generation in Architecture. En 2011, le Ludwig Forum for International Art fêtait ses vingt ans. Les expositions Hyper Real - Art and America autour de 1970 et Nie wieder störungsfrei - Aix-la-Chapelle Avantgarde à partir de 1964, qui ont eu lieu en 1964, ont fermé l'arc de l'histoire du musée et de la collection aux positions artistiques actuelles et aux questions.

## Administration
- Wolfgang Becker a été le directeur fondateur de l'entreprise de 1970 à 2001. Sous son égide, d'importantes expositions ont eu lieu, comme le Cliché/antique (1970), Robert Filliou: Commemor (1970) et la Biennale de La Havane (1998).
- De 2002 à 2008, Harald Kunde a dirigé le Ludwig Forum et positionné la société avec des expositions monographiques d'artistes contemporains renommés tels que Sophie Calle (2005), Franz Gertsch (2006), Chuck Close (2007) et de l'Atelier van Lieshout (2008).
- Brigitte Franzen a été directrice du Ludwig Forum de 2009 à 2015. Le programme d'exposition et la présentation de la collection à cette époque étaient basés sur des leitmotivs annuels, tels que la vidéo/film 2009 et l'architecture et l'espace 2010. Dans ce contexte, le Ludwig Forum s'est positionné comme une maison d'exposition et un musée au profil transdisciplinaire. Franzen a quitté le Forum pour occuper le poste de nouveau directeur général de la Fondation Peter et Irene Ludwig.
- Andreas Beitin est directeur du Ludwig Forum depuis février 2016. Il a été séduit par le défi et a travaillé avec la collection réputée de la maison. Cependant, il a décidé de ne pas présenter la collection dans sa nouvelle présentation, au profit d'expositions temporaires. Beitin a pour mission de faire du Ludwig Forum une maison vivante.

## Œuvres notables
- Supermarket Lady de Duane Hanson[1]